# Microfilistata ovchinnikovi
Microfilistata ovchinnikovi is een spinnensoort in de taxonomische indeling van de spleetwevers (Filistatidae).
Het dier behoort tot het geslacht Microfilistata. De wetenschappelijke naam van de soort werd voor het eerst geldig gepubliceerd in 2009 door Zonstein.